# Herald Sun Tour 2011
Die 59. Herald Sun Tour (offiziell Jayco Herald Sun Tour) war ein australisches Rad-Etappenrennen, das vom 12. bis zum 16. Oktober 2011 stattfand. Es wurde in fünf Etappen über eine Gesamtdistanz von 680,9 Kilometern in der Region Victoria rund um die Stadt Melbourne ausgetragen. Das Rennen war Teil der UCI Oceania Tour 2012, dort in die Kategorie 2.1 eingestuft und der erste Wettbewerb der Rennserie.
Den Gesamtsieg sicherte sich der Australier Nathan Haas (Genesys Wealth Advisers), der zugleich auch die Punkte- und Nachwuchswertung gewann. Er verwies seinen Landsmann Jack Bobridge vom amerikanischen Team Garmin-Cervélo und den Dänen Jonas Aaen Jörgensen (Saxo Bank-SunGard) mit einigen Sekunden Abstand auf die Plätze.

## Teilnehmer
Der Veranstalter USM Events lud 18 Mannschaften ein. Mit dabei waren alle international lizenzierten australischen Teams sowie vier ProTeams. Neben drei Professional Continental Teams standen auch Mannschaften aus Japan oder Südafrika und eine russische sowie eine australische Nationalmannschaft am Start. Jedes Team bestand aus sechs Fahrern.
| UCI ProTeams Omega Pharma-Lotto Saxo Bank SunGard                           | Garmin-Cervélo Katusha Team                 |                                                                   |
| UCI Professional Continental Team Skil-Shimano UnitedHealthcare Pro Cycling | Team Type 1-Sanofi                          |                                                                   |
| UCI Continental Teams Genesys Wealth Advisers Drapac MTN Qhubeka            | V Australia PureBlack Racing Team Jayco-AIS | Jelly Belly Cycling Team Team Budget Forklifts Utsunomiya Blitzen |
| Nationalmannschaften Australien Russland                                    |                                             |                                                                   |

## Etappen und Rennverlauf
Alle fünf Etappen des Rennens verliefen über weitgehend flaches Terrain und boten deshalb vor allem den Sprintern Siegchancen. Trotzdem setzte sich bereits am ersten Tag auf dem Weg nach Ballarat eine fünfzehnköpfige Ausreißergruppe ab, die vom Feld ziehen gelassen wurde und schließlich mit ungefähr zehn Minuten Vorsprung das Ziel erreichte, sodass praktisch nur noch diese fünfzehn Fahrer um den Gesamtsieg kämpften. Die Ausreißergruppe dezimierte sich im Etappenverlauf immer weiter, schließlich blieben sechs Fahrer an der Spitze. Der Australier Rhys Pollock (Drapac) attackierte drei Kilometer vor dem Ziel und rettete einen Vorsprung von dreizehn Sekunden ins Ziel, wodurch er das gelbe Trikot des Gesamtführenden übernahm und seinen ersten Sieg auf internationaler Ebene einfuhr.
Auf dem zweiten Tagesabschnitt kam es dann zu einem Massensprint auf einem ansteigenden letzten Kilometer, den der Südafrikaner Reinardt Janse van Rensburg, der schon am Vortag der entscheidenden Ausreißergruppe angehört hatte, für sich entschied. Die dritte Etappe endete erneut mit einem Massensprint, dieses Mal aber mit flachem Finish. Hier triumphierte der Deutsche Marcel Kittel vom Team Skil-Shimano. Am vierten Tag stand eine kleine Bergankunft auf dem rund vier Kilometer langen und auf einigen Schlussrunden mehrfach zu befahrenden Arthurs Seat an. Der Russe Jegor Silin vom Katusha Team setzte sich hier als Solist durch, nachdem er zwei Kilometer vor dem Ziel angegriffen hatte. Der Träger des Gelben Trikots, Rhys Pollock, verlor am Schlussanstieg mehr als eine Minute und musste die Gesamtführung an den Tageszweiten Nathan Haas von Genesys Wealth Advisers abgeben, der den ersten Platz im Gesamtklassement auch im abschließenden Kriterium in Melbourne verteidigte, das erneut im Massensprint von Marcel Kittel gewonnen wurde, der damit seinen 17. und letzten Sieg im Jahr 2011 einfahren konnte.
| Etappe | Tag         | Start – Ziel            | Typ         | km    | Etappensieger               | Gesamtwertung |
| ------ | ----------- | ----------------------- | ----------- | ----- | --------------------------- | ------------- |
| 1.     | 12. Oktober | Whittlesea > Ballarat   | Flachetappe | 174,6 | Rhys Pollock                | Rhys Pollock  |
| 2.     | 13. Oktober | Ballarat > Geelong      | Hügeletappe | 140,6 | Reinardt Janse van Rensburg | Rhys Pollock  |
| 3.     | 14. Oktober | Geelong > Drysdale      | Flachetappe | 172,6 | Marcel Kittel               | Rhys Pollock  |
| 4.     | 15. Oktober | Sorrento > Arthurs Seat | Hügeletappe | 131,6 | Jegor Silin                 | Nathan Haas   |
| 5.     | 16. Oktober | Melbourne (Carlton)     | Flachetappe | 61,5  | Marcel Kittel               | Nathan Haas   |